# Waveland (Indiana)
Waveland és una població dels Estats Units a l'estat d'Indiana. Segons el cens del 2000 tenia 416 habitants.

## Demografia
Segons el cens del 2000, Waveland tenia 416 habitants, 168 habitatges, i 115 famílies. La densitat de població era de 446,2 habitants/km².
Dels 168 habitatges en un 34,5% hi vivien nens de menys de 18 anys, en un 56,5% hi vivien parelles casades, en un 5,4% dones solteres, i en un 31,5% no eren unitats familiars. En el 28% dels habitatges hi vivien persones soles el 16,1% de les quals corresponia a persones de 65 anys o més que vivien soles. El nombre mitjà de persones vivint en cada habitatge era de 2,48 i el nombre mitjà de persones que vivien en cada família era de 3,01.
Per edats la població es repartia de la següent manera: un 26,4% tenia menys de 18 anys, un 7,7% entre 18 i 24, un 29,6% entre 25 i 44, un 18% de 45 a 60 i un 18,3% 65 anys o més.
L'edat mediana era de 36 anys. Per cada 100 dones de 18 o més anys hi havia 91,3 homes.
La renda mediana per habitatge era de 43.036 $ i la renda mediana per família de 46.250 $. Els homes tenien una renda mediana de 37.250 $ mentre que les dones 23.125 $. La renda per capita de la població era de 17.970 $. Entorn de l'1,6% de les famílies i el 2,9% de la població estaven per davall del llindar de pobresa.

## Poblacions més properes
El següent diagrama mostra les poblacions més properes.